# George J. Wilder
Dr. Prof. George J. Wilder (Nacido 1942) es un botánico, curador, y profesor estadounidense. Trabajó extensamente como científico y profesor en la Universidad de Harvard y en el Departamento de Biología de la Universidad Estatal de Cleveland. Fue un pionero en la microfotografía de tejidos vegetales.
Gran parte de sus colecciones de especímenes botánicos se conservan en el Jardín Botánico de Naples de Florida.

## Algunas publicaciones
- 1969.  Structure and development of tracheids in three species of Lycopodium. Tesis M.S. State University de New York en Binghamton
- 1976. Structure and development of leaves in Carludovica palmata (Cyclanthaceae) with reference to other cyclanthaceae and palmae. Am. J. of Botany 63(9): 1237-1256
- 1985.  Anatomy of Noncostal Portions of Lamina in the Cyclanthaceae (Monocotyledoneae). IV. Veins of Interridege Areas, Expansion Tissue, and Adaxial and Abaxial Ridges. Botanical Gazette 146 (4): 545-563[4]
- 1988. Inflorescence Position as a Taxonomic Character in the Cyclanthaceae. Botanical Gazette 149 ( 1 ) : 110-115
- Jog, SK; JT Kartesz, JR Johansen, GJ Wilder. 2005.  Floristic Study of Highland Heights Community Park, Cuyahoga County, Ohio.

- La abreviatura «G.J.Wilder» se emplea para indicar a George J. Wilder como autoridad en la descripción y clasificación científica de los vegetales.[5]